# Little Nemo in Slumberland

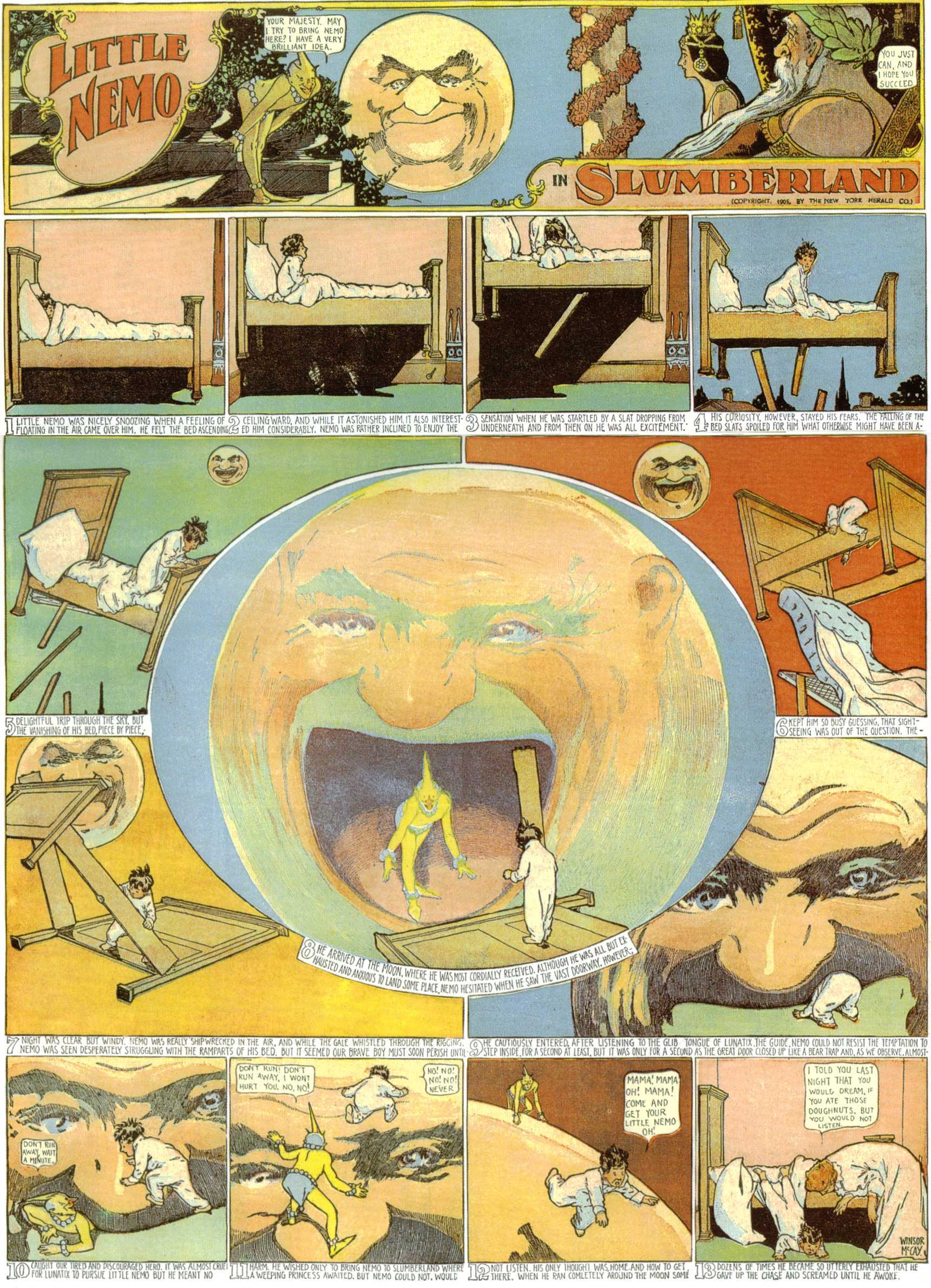
Avontuur uit Little Nemo in Slumberland

Little Nemo in Slumberland (ook wel In the Land of Wonderful Dreams) is een Amerikaanse stripreeks van Winsor McCay die van 1905 tot en met 1914 en van 1924 tot en met 1926 in kranten liep. De reeks wordt gezien als een van de belangrijkste en fantasierijkste stripreeksen die ooit werden gemaakt.

## Inhoud
De strip is een soort van gagstrip van één volledige krantenpagina per aflevering. Nemo, een klein jongetje, beleeft allerlei bizarre en surrealistische avonturen die met veel verbeelding in art-nouveaustijl getekend zijn. Aanvankelijk zijn het min of meer op zichzelf staande, vaak duistere en soms gewelddadige nachtmerries. Tijdens zijn avonturen in Slumberland ("Dromenland") proberen diverse merkwaardige figuren Nemo naar koning Morpheus te brengen, zodat hij het speelkameraadje van diens dochter, de prinses, kan zijn. In het laatste prentje wordt Nemo telkens in of naast zijn bed wakker en blijkt alles een droom of nachtmerrie geweest te zijn.
Vanaf het voorjaar van 1906 werd de toon van de strip lichter en kwam er meer continuïteit in de opeenvolgende afleveringen. Nemo maakt vrienden en verkent met hen het wonderlijke Slumberland, waar natuurwetten niet bestaan en de wonderlijkste wezens leven. Uitstapjes zijn een reis per zeppelin door de ruimte en door de Verenigde Staten.

## Status
Tijdens haar publicatie begin 20ste eeuw was de reeks niet zo populair. De erkenning kwam pas tijdens de laatste decennia van de eeuw. Vooral McCays teken- en vertellerstalent werd zeer geprezen. De verhalen zijn met veel gevoel voor detail en perspectief in beeld gebracht.
De stripreeks werd in 1911 een eerste maal verfilmd als Winsor McCay, the Famous Cartoonist of the N.Y. Herald and His Moving Comics (beter bekend als Little Nemo) door McCay en James Stuart Blackton. In 1984 volgde nog een Franse speelfilm getiteld Nemo en in 1989 de Japans-Amerikaanse animatiefilm Little Nemo: Adventures in Slumberland.
Sinds 1 januari 2005 is de serie net als McCays overige werk publiek domein geworden en dus vrij van auteursrecht.